# Cortazzone
Cortazzone é uma comuna italiana da região do Piemonte, província de Asti, com cerca de 631 habitantes. Estende-se por uma área de 10 km², tendo uma densidade populacional de 63 hab/km². Faz fronteira com Camerano Casasco, Cortandone, Maretto, Montafia, Roatto, Soglio, Viale.

## Demografia
| Variação demográfica do município entre 1861 e 2011                               |
|                                                                                   |
| Fonte: Istituto Nazionale di Statistica (ISTAT) - Elaboração gráfica da Wikipedia |